# Edgar Blüher
Edgar Blüher (* 13. November 1881; † 1919) war ein deutscher Fußballspieler, der 1903 und 1906 mit dem VfB Leipzig die deutsche Meisterschaft gewann.

## Karriere

### Vereine

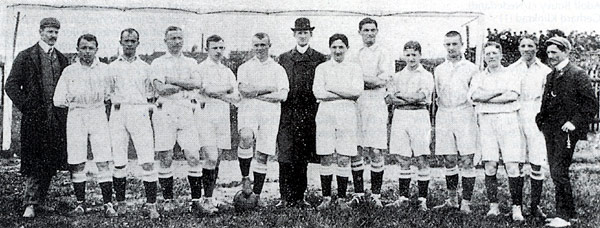
Blüher (6. v. r.) und Mitspieler des VfB Leipzig
vor dem Meisterschaftsfinale 1906 in Nürnberg

Blühers Stammverein war der Leipziger BC 1893, er wechselte aber schon frühzeitig zum ebenfalls im Stadtteil Lindenau heimischen VfB Leipzig. Als der Deutsche Fußball-Bund in der Spielzeit 1902/03 erstmals eine reichsweite Meisterschafts-Endrunde ausrichtete, war der VfB als Meister des Verbands Mitteldeutscher Ballspiel-Vereine (VMBV) qualifiziert. Die „Blau-Weißen“ gewannen schließlich auch den ersten Meistertitel, Edgar Blüher war am Endspiel jedoch nicht beteiligt, da ihn eine Verletzung zum Aussetzen zwang. Im Jahr darauf wechselte er zum Dresdner SC, mit dem er ebenfalls VMBV-Meister wurde, in der Endrunde 1904/05 aber am späteren Meister BTuFC Union 92 scheiterte.
Der großgewachsene Stürmer kehrte anschließend zum VfB Leipzig zurück. An der Seite der späteren Nationalspieler Camillo Ugi, Heinrich Riso, Adalbert Friedrich und Karl Uhle trug er maßgeblich dazu bei, dass der VfB 1905/06 wie schon drei Jahre zuvor sowohl den mitteldeutschen als auch den deutschen Meistertitel gewinnen konnte. Zum 5:0 im Entscheidungsspiel um den Einzug in die Endrunde gegen Viktoria Magdeburg trug er sich drei Mal in die Torschützenliste ein, in den drei Endrundenspielen erzielte Blüher sieben Tore, das wichtigste davon im Finale, als er gegen den 1. FC Pforzheim eine Flanke von Rechtsaußen Karl Uhle zum 1:0 verwertete, Heinrich Riso erzielte später den 2:1-Siegtreffer. In den beiden darauf folgenden Jahren scheiterte der VfB bereits frühzeitig in der mitteldeutschen Meisterschaft, als den Leipzigern in der Runde 1909/10 der nächste Einzug in die Endrunde gelang, war Blüher schon nicht mehr dabei, er war inzwischen zu seinem Heimatverein Leipziger BC zurückgekehrt.

### Auswahlmannschaft

Edgar Blüher (5. v. l.)
und Mitspieler, die den Kronprinzenpokal 1909 gewannen.

Mit der Auswahlmannschaft des VBMV konnte er aber einen weiteren Titel feiern: Im Frühjahr 1909 steuerte er im Halbfinale sowie im Endspiel um den erstmals ausgetragenen Kronprinzenpokal bei den Siegen über Nordostdeutschland (8:0) und Berlin (3:1) jeweils drei Tore bei. 1909/10 wurde er, inzwischen wieder in Diensten des LBC, erneut für die Spiele im Kronprinzenpokal nominiert, beim 5:2-Erfolg im Viertelfinalspiel gegen Norddeutschland gelangen Blüher dabei zwei weitere Tore. Im Halbfinale gegen Süddeutschland war die Sturmreihe, die sich ausschließlich aus Leipziger Spielern zusammensetzte, hingegen weniger erfolgreich, Mitteldeutschland unterlag mit 2:6. Trotz seiner Erfolge im Pokal der Landesverbände wurde Blüher nie in die deutsche Nationalelf berufen.
Nach Beendigung seiner aktiven Laufbahn als Fußballer wurde Blüher Schiedsrichter und leitete bereits 1911 zwei Spiele der Meisterschaftsendrunde, im Jahr darauf das Endspiel des Kronprinzenpokals 1912 Später wurde er Vorsitzender des Leipziger BC. Anlässlich des 20-jährigen Vereinsjubiläums 1913 wurde er von seinem Heimatverein mit einem Brillantring geehrt.

## Sonstiges
Blüher starb im Jahr 1919 an den Folgen der im Ersten Weltkrieg erlittenen Verwundungen.